# إساي موراليس
إساي موراليس (بالإنجليزية: Esai Morales) هو ممثل أمريكي، ولد في 1 أكتوبر 1962 ببروكلين في الولايات المتحدة.

## أعمال

### أفلام
- (1994) إن ذا آرمي ناو

### مسلسلات
- أوزارك
- إن واي بي دي بلو

## وصلات خارجية
- إساي موراليس على موقع IMDb (الإنجليزية)
- إساي موراليس على موقع ألو سيني (الفرنسية)
- إساي موراليس على موقع قاعدة بيانات برودواي على الإنترنت (الإنجليزية)
- إساي موراليس على موقع قاعدة بيانات الأفلام السويدية (السويدية)
- إساي موراليس على موقع إن إن دي بي (الإنجليزية)
- إساي موراليس على موقع قاعدة بيانات الفيلم (الإنجليزية)